# Tre Valli Varesine 1946
La Tre Valli Varesine 1946, ventiseiesima edizione della corsa, si svolse il 15 agosto 1946 su un percorso di 220 km. La vittoria fu appannaggio dell'italiano Enrico Mollo, che completò il percorso in 5h56'09", precedendo per distacco i connazionali Mario Ricci e Renzo Zanazzi; giunsero al traguardo 21 dei 38 ciclisti partiti.

## Percorso
Organizzata dalla Società Ciclistica Alfredo Binda di Varese, la prova si svolse su un circuito di 44 km da ripetere cinque volte. Dopo il via da Varese, si risaliva verso nord attraversando la Valganna e la Valmarchirolo fino a Marchirolo per scendere quindi a Ponte Tresa; da lì, svolta verso destra per costeggiare il Lago di Lugano fino a Porto Ceresio, località in cui si riprendeva la strada verso Varese passando da Bisuschio, Arcisate e Induno Olona.

## Ordine d'arrivo (Top 10)
| Pos. | Corridore         | Squadra          | Tempo    |
| ---- | ----------------- | ---------------- | -------- |
| 1    | Enrico Mollo      | Benotto          | 5h56'09" |
| 2    | Mario Ricci       | Legnano          | a 2'12"  |
| 3    | Renzo Zanazzi     | Legnano          | s.t.     |
| 4    | Giordano Cottur   | Wilier Triestina | s.t.     |
| 5    | Olimpio Bizzi     | Viscontea        | s.t.     |
| 6    | Aldo Ronconi      | Benotto          | s.t.     |
| 7    | Sergio Maggini    | Benotto          | s.t.     |
| 8    | Giovanni Corrieri | Viscontea        | s.t.     |
| 9    | Antonio Covolo    | Benotto          | s.t.     |
| 10   | Egidio Feruglio   | Wilier Triestina | s.t.     |